# Химик (стадион, Армянск)
«Химик» (укр. Хімік) — футбольный стадион в Армянске. Являлся домашним стадионом клуба «Титан» с 1974 по 2014 год. Стадион имеет 3500 мест. В 2012 году стадион прошёл реконструкцию.

## История

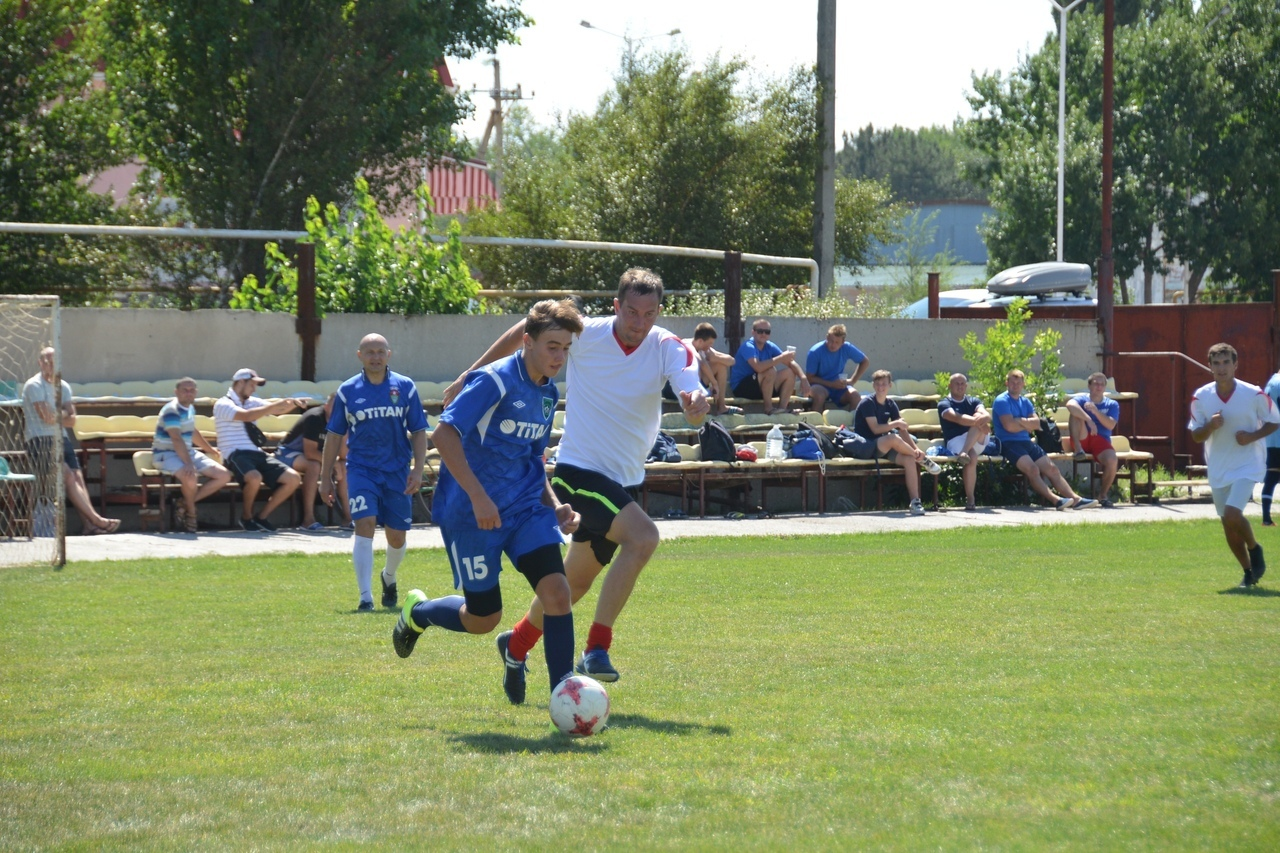
Матч в 2020 году

Стадион был построен в 1974 году в течение полугода. Вместимость стадиона составила 5 тысяч мест. Новый стадион стал домом для местной команды «Титан», которая провела свой первый матч на нём 9 мая 1975 года против симферопольской «Таврии» (2:2). После этого «Титан» вплоть до распада СССР выступал на стадионе «Химик» в чемпионате Украинской ССР среди коллективов физкультуры. С 1992 по 2010 год коллектив играл во Второй лиге, а с 2010 по 2014 год — в Первой лиге Украины. В 2001 году матч в рамках Высшей лиги Украины провела симферопольская «Таврия», сыгравшая против киевского ЦСКА (0:1). Тогда встречу посетило 6 тысяч зрителей.
В марте 2012 года «Титан» не мог принимать матчи на «Химике» из-за плохого состояния газона. Летом 2012 года началась реконструкция стадиона, включавшая в себя замену травяного покрытия и дренажной система, которые не ремонтировались с момента постройки арены. Реконструкция проходила на средства Крымского содового завода.
С 2015 по 2016 год на стадионе в Премьер-лиге КФС играла команда «Беркут». По состоянию на 2018 год на стадионе не работала поливная система. После выбросов химических веществ с завода «Крымский Титан» поржавела кровля входной арки стадиона.